# Pseudocercospora nogalesii
Pseudocercospora nogalesii är en svampart som först beskrevs av Urries, och fick sitt nu gällande namn av U. Braun & M.A. Dick 2003. Pseudocercospora nogalesii ingår i släktet Pseudocercospora och familjen Mycosphaerellaceae.   Inga underarter finns listade i Catalogue of Life.